# Gogita Arkania
Pour les articles homonymes, voir Arkania.
Gogita Arkania est un karatéka géorgien né le 26 mai 1984 à Ochamchire, en Géorgie. Il est surtout connu pour avoir remporté une médaille de bronze en kumite individuel masculin open aux championnats du monde de karaté 2008 à Tōkyō, au Japon.
Il est médaillé de bronze dans la catégorie des plus de 84 kg aux Jeux européens de 2023 à Bielsko-Biała.

## Résultats
| Résultat           | Date             | Épreuve                  | Catégorie | Compétition                | Ville hôte                |
| ------------------ | ---------------- | ------------------------ | --------- | -------------------------- | ------------------------- |
| Médaille de bronze | 15 novembre 2008 | Kumite individuel open   | Seniors   | Championnats du monde 2008 | Tōkyō, au Japon           |
| Médaille de bronze | Mai 2018         | Kumite individuel +84 kg | Seniors   | Championnats d'Europe 2018 | Novi Sad, en Serbie       |
| Médaille de bronze | Mai 2022         | Kumite individuel +84 kg | Seniors   | Championnats d'Europe 2022 | Gaziantep, en Turquie     |
| Médaille de bronze | Juin 2023        | Kumite individuel +84 kg | Seniors   | Jeux européens de 2023     | Bielsko-Biała, en Pologne |